# Pouding chômeur
Pouding chômeur (neboli pudink nezaměstnaného muže, často idiomaticky překládaný jako pudink chudáka) je dezert, který vznikl v prvních letech velké hospodářské krize v kanadském Québecu. Obvykle se jedná o chlebový pudink pokrytý směsí sirupu, obvykle javorového, a smetany.
V Austrálii, na Novém Zélandu a v částech Spojeného království existuje podobný dezert známý jako self saucing pudding. Tento pudink se v 21. století běžněji prodává v baleních jako směs na pečení podobně jako jiné koláče, spíše než aby byl připravován zcela domácí.

## Dějiny
Pouding chômeur pochází z období velké hospodářské krize, kdy se hromadně propouštělo v průmyslových čtvrtích Montréalu. Recept zřejmě vynalezla Georgette Falardeau, manželka Camilliena Houdeho, tehdejšího starosty Montréalu, aby pomohla manželkám propuštěných dělníků utěšit své manžely.
Rodiny se musely spokojit s těmi několika málo zdroji, které měly k dispozici, a jednoduchý recept na tento dezert se rychle rozšířil do všech zasažených komunit v Montréalu a okolí. Použité suroviny byly levné a běžně dostupné, jako například mouka, máslo, mléko a hnědý cukr (v té době byl levnější než bílý cukr), což byly čtyři původní ingredience receptu. Tento dezert se stal klasikou rodinného vaření a podáván je i v oblíbených restauracích v Québecu.

## Popis
Pouding chômeur se skládá ze základního dortového těsta, na které se před pečením nalije horký sirup, který je obvykle javorový nebo karamelový. Dezert pak vykyne a tekutina se usadí na dně formy, smíchá se zde s těstem a vytvoří na dně formy zřetelnou vrstvu. Sirup nebo karamel může být vyroben z hnědého či bílého cukru, javorového sirupu, nebo jejich kombinace.
Dezert se může jíst teplý nebo při pokojové teplotě a často se podává se zmrzlinou nebo omáčkou ze smetany a javorového sirupu a lze jej také posypat moučkovým cukrem.